# West Salem, Ohio
West Salem là một làng thuộc quận Wayne, tiểu bang Ohio, Hoa Kỳ. Năm 2010, dân số của làng này là 1464 người.

## Dân số
- Dân số năm 2000: 1501 người.
- Dân số năm 2010: 1464 người.